# Феннін-Маньчжурський автономний повіт
41°12′22″ пн. ш. 116°38′42″ сх. д. / 41.20622° пн. ш. 116.64508° сх. д.
Феннін-Маньчжурський автономний повіт (кит. 丰宁满族自治县, пін. Fēngníng Mănzú Zìzhìxiàn) — один із повітів КНР у складі префектури Ченде, провінція Хебей. Адміністративний центр — містечко Даге.

## Географія
Феннін-Маньчжурський автономний повіт лежить на висоті близько 650 метрів над рівнем моря у горах Яньшань.

### Клімат
Повіт знаходиться у зоні, котра характеризується вологим континентальним кліматом. Найтепліший місяць — липень із середньою температурою 22,6 °C. Найхолодніший місяць — січень, із середньою температурою -10,7 °С.
| Клімат повіту Феннін-Маньчжур | Клімат повіту Феннін-Маньчжур | Клімат повіту Феннін-Маньчжур | Клімат повіту Феннін-Маньчжур | Клімат повіту Феннін-Маньчжур | Клімат повіту Феннін-Маньчжур | Клімат повіту Феннін-Маньчжур | Клімат повіту Феннін-Маньчжур | Клімат повіту Феннін-Маньчжур | Клімат повіту Феннін-Маньчжур | Клімат повіту Феннін-Маньчжур | Клімат повіту Феннін-Маньчжур | Клімат повіту Феннін-Маньчжур | Клімат повіту Феннін-Маньчжур |
| Показник                      | Січ.                          | Лют.                          | Бер.                          | Квіт.                         | Трав.                         | Черв.                         | Лип.                          | Серп.                         | Вер.                          | Жовт.                         | Лист.                         | Груд.                         | Рік                           |
| Середній максимум, °C         | −2,9                          | 1,4                           | 8,2                           | 17,3                          | 23,8                          | 27,5                          | 28,7                          | 27,3                          | 22,9                          | 15,8                          | 5,9                           | −1,3                          | 14,6                          |
| Середня температура, °C       | −10,7                         | −6,6                          | 0,5                           | 9,5                           | 16,4                          | 20,6                          | 22,6                          | 21                            | 15,2                          | 7,8                           | −1,7                          | −8,8                          | 7,2                           |
| Середній мінімум, °C          | −16,7                         | −13,1                         | −6,5                          | 1,8                           | 8,7                           | 14                            | 17,2                          | 15,5                          | 8,8                           | 1,3                           | −7,5                          | −14,4                         | 0,8                           |
| Норма опадів, мм              | 1                             | 2                             | 6.6                           | 19.1                          | 37                            | 74.1                          | 123.6                         | 96.6                          | 59.7                          | 19.8                          | 4.6                           | 1.5                           | 445.6                         |
| Вологість повітря, %          | 44                            | 41                            | 40                            | 40                            | 45                            | 58                            | 71                            | 73                            | 68                            | 57                            | 52                            | 48                            | 53.1                          |
| ----------------------------- | ----------------------------- | ----------------------------- | ----------------------------- | ----------------------------- | ----------------------------- | ----------------------------- | ----------------------------- | ----------------------------- | ----------------------------- | ----------------------------- | ----------------------------- | ----------------------------- | ----------------------------- |
| Джерело: data.cma.cn          |                               |                               |                               |                               |                               |                               |                               |                               |                               |                               |                               |                               |                               |